# Rhondes
Rhondes Simon, 1901 è un genere di ragni appartenente alla famiglia Salticidae.

## Distribuzione
L'unica specie oggi nota di questo genere è stata rinvenuta nella Nuova Caledonia.

## Tassonomia
Questo genere è stato rimosso dalla sinonimia con Hasarius Simon, 1871 a seguito di uno studio molecolare di Maddison, Bodner & Needham del 2008, contra un altro studio di Zabka del 1988.
Inoltre, insieme ad altri generi diffusi nella regione australasiatica, è stato inserito in un clade non ancora classificato di nome Astioida.
A dicembre 2010, si compone di una specie:
- Rhondes neocaledonicus (Simon, 1889)[3] – Nuova Caledonia